# Club Real Santa Cruz
El Club Real Santa Cruz és un club de futbol bolivià de la ciutat de Santa Cruz de la Sierra.
El club va ser fundat el 3 de maig de 1962, tot i que algunes informacions situen la fundació en el 1960.

## Palmarès
- Copa Simón Bolívar (segona divisió):[4]
  - 1993

- Lliga de Santa Cruz:
  - 1993, 2007, 2012